# كيف ذا ثيف
كيف ذا ثيف (بالإنجليزية: Keef the Thief: A Boy and His Lockpick)‏، هي لعبة فيديو أمريكية من نوع تقمص الأدوار، وهي من تطوير ستوديو نوتي دوغ، ومن نشر إلكترونيك آرتس، صدرت اللعبة في الأسواق سنة 1989، وتعمل على منصات آبل آي آي جي إس، أميغا وإم إس-دوس.